# Slovenský paralympijský výbor
Das Slovenský paralympijský výbor, kurz SPV, ist das Nationale Paralympische Komitee der Slowakei. Es wurde am 31. Januar 1995 gegründet und hat seinen Sitz in der slowakischen Hauptstadt Bratislava.

## Geschichte
Nach der Gründung der Slowakei entstanden jeweils eigene Verbände für körperlich behinderter Athleten, für blinde und sehbehinderte Athleten, für Athleten mit geistiger Behinderung und für gehörlose Athleten. Auf Bestrebungen dieser Verbände wurde am 31. Januar 1995 das Slovenský paralympijský výbor als Dachverband und Nationales Paralympisches Komitee gegründet. Obwohl zu diesem Zeitpunkt das SPV noch nicht gegründet worden war, nahmen insgesamt 11 Athleten für die Slowakei an den Winter-Paralympics 1994 in Lillehammer teil. Die erste Paralympics-Teilnahme unter Federführung des SPV erfolgte bei den Sommer-Paralympics 1996 in Atlanta, wo 28 slowakische Athleten an den Start gingen. Im Jahr 2005 verließen die gehörlosen Sportler den SPV und gründeten mit dem Slovenský deaflympijský výbor einen eigenen Dachverband.